# Corts de Morvedre (1365)
Les Corts de Morvedre de 1365, Corts Generals del regne de València, foren convocades per Pere el Cerimoniós, i celebrades al mes d'agost de 1365, mentre assetjava Morvedre, un dels darrers episodis de la guerra amb Castella, coneguda com la guerra dels dos Peres, en terres valencianes.
Poques dades es conserven d'aquestes Corts, sols els quatre furs aprovats i publicats durant el setge de Morvedre, on els tres primers presenten les formalitats pròpies d'haver estat aprovats en Corts. Aquests tres primers furs tracten sobre el destí dels territoris i béns alliberats de l'ocupació castellana, els dos primers, i de la remissió de les penes civils i criminals, el tercer, tot relacionat amb la situació bèl·lica que s'estava vivint al regne; mentre el quart fur tracta de la conservació i destí de la documentació dels notaris morts.
En aquestes Corts s'aprova un subsidi, amb la gestió controlada pels estaments, semblant al subsidi concedit en les Corts de Cullera-València de 1364, amb imposts sobre productes bàsics i les generalitats.